# آلة تسكين نسبية

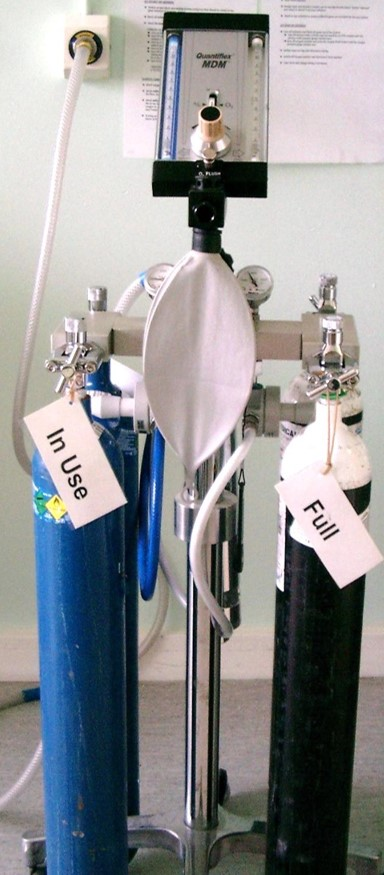
آلة غاز الضحك

آلة التسكين النسبية يتم استخدام آلة تسكين النسبية من قبل أطباء الأسنان للحث على تخدير استنشاق في مرضاهم. يسلم خليط من أكسيد النيتروز ("غاز الضحك") والأكسجين. إن جهاز التسكين النسبي أبسط من جهاز التخدير، حيث إنه لا يتميز بوجود جهاز التنفس الصناعي الإضافي ومبخر التخدير، وهما ضروريان فقط لإدارة التخدير العام. وبدلاً من ذلك، تم تصميم جهاز التسكين النسبي لشكل التخدير الخفيف بأكسيد النيتروز، حيث يكون المريض أقل حساسية للألم ولكنه يظل واعيًا تمامًا.